# Rocca di Cave
Rocca di Cave är en ort och kommun i storstadsregionen Rom, innan 2015 provinsen Rom, i regionen Lazio i Italien. Kommunen hade 364 invånare (2018).